# Isaccea
Isaccea város Romániában, Dobrudzsában, Tulcea megyében. A hozzá tartozó települések: Revărsarea és Tichilești.

## Fekvése
A település az ország délkeleti részén található, a megyeszékhelytől, Tulcsától harminchét kilométerre északnyugatra, a Duna jobb partján, az E87-es út mentén.

## Nevének eredete
Nevének eredet pontosan nem tisztázott. Nicolae Iorga történész és akadémikus szerint valószínű, hogy egy Saccea nevű helyi vezér után kapta.
Constantin C. Giurescu történész véleménye alapján a mai Isaccea az ókori al-dunai kereskedelmi központ Vicina, melynek romjait még nem találták meg.
Nicolae Rădulescu történészprofesszor szerint hasonlóan számos török településnévhez (például: Ibrăila, Ismail, İzmir stb.), a törökök a sacea szó elé egy I betűt raktak.
Egyes feltételezések szerint az Isacea szó a török Isac keresztnévből és a cea, falut jelentő szóból ered, előbbi egy helyi vezető lehetett.

## Története
I. e. 514-ben I. Dárajavaus perzsa király a mai település közelében vívott csatát a szkíták ellen. Itt haladtak át az ókori görög kereskedelmi utak északi irányban, ugyanis a Duna elágazása előtt, ez az utolsó, könnyebb átkelésre alkalmas folyami szakasz.
Az i. e. 1. században már megjelentek itt a rómaiak, és a kedvező földrajzi viszonyok miatt, egy települést hoztak létre Noviodunum néven, mely később az al-dunai római flotta, a Clasis Flavia Moesica, állomáshelye volt. A római kori település neve kelta eredetű, a dunum szó jelentése kelta nyelven: erődített település. A közelében egy, a feltételezések szerint dák, település is volt Genucla néven. Noviodunum fejlődését mutatja, hogy municípiumi rangra emelték, melyet falakkal vettek körül a flotta védelme érdekében. 369-ben a település előterében, a Dunán, egy hajón kötött békeszerződést Athanaric, a vizigótok fejedelme és Flavius Valens római császár. Az elkövetkező évszázadokban, a Bizánci Birodalom korában, továbbra is fontos folyami kikötő maradt. I. Justinianus bizánci császár várfalait megerősítette, kibővítette a vándornépek betörései miatt. 602-ben az avarok elfoglalták és lerombolták.
A 13. század végétől a vidék tatár fennhatóság alá került. Ebben a periódusban Noghay tatár vezér mintegy 40.000 fős seregével átkelt a Dunán, azzal a céllal, hogy egy saját államot hozzon létre, melynek székhelyéül Isaccea-t választotta. A településen pénzverdét építtetett, a pénzérmék egyik oldalán egy koránból vett idézet volt olvasható arab nyelven, a másik oldalon pedig egy keresztet tartó emberi alak volt látható, latin betűk között. Az érmék készítése 1296 és 1300 közé tehető. Ilyen érméket találtak 1965-ben Mihail Kogălniceanu község határában, amikor egy traktor ekéje kiforgatta azokat a földből, jelenleg a Tulcea megyei történelmi és archeológiai múzeumban őrizik őket. 1299-ben vagy 1300-ban Noghay csatában elesett, államának élére Ceaka nevű fiát állították, akit nem sokkal később meggyilkoltak, halálával Noghay állama is megszűnt.
Abu l-Fidá, arab történet- és földrajzi író, 1321-ből származó írásaiban említi a várost Isakgi néven.
A későbbiekben I. Mircea havasalföldi fejedelem volt a birtokosa, majd 1462-ben III. Vlad havasalföldi fejedelem is megfordult itt, az Oszmán Birodalom elleni hadjáratai során. 1484-ben oszmán kézre került, akik új erődöt építettek, egyrészt hogy biztosítsák birodalmuk északi határainak védelmét, másrészt hogy a dunai átkelőt védjék, ahol az oroszok, a tatárok vagy a lengyelek elleni háborúik során átkeltek a folyamon. II. Oszmán oszmán szultán 1620-as lengyelek ellen vívott háborúja alkalmával a várfalakat modernizálták.
A 17. században, az orosz-török háborúk idején, a város több alkalommal is gazdát cserélt a két birodalom között, a háborúk során többször leégett. Az erődöt a 18. század végén pusztították el az orosz csapatok.

## Lakossága
| 1912 | 1930 | 1948 | 1956 | 1966 | 1977 | 1992 | 2002 |
| 4112 | 4576 | 4653 | 5203 | 5059 | 5347 | 5639 | 5374 |

A nemzetiségi megoszlás a következő:
| 2002      | 2002 | 2002   |
| --------- | ---- | ------ |
| Románok   | 5118 | 95,23% |
| Törökök   | 208  | 3,87%  |
| Ukránok   | 21   | 0,39%  |
| Lipovánok | 8    | 0,14%  |
| Tatárok   | 8    | 0,14%  |
| Romák     | 7    | 0,13%  |
| Görögök   | 1    | 0,01%  |
| Magyarok  | 1    | 0,01%  |
| Bolgárok  | 1    | 0,01%  |
| Örmények  | 1    | 0,01%  |
| Összesen  | 5374 | 100,0% |

## Címere

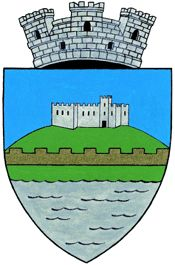
Címere a két világháború között és jelenleg

Címere pajzs alakú, melyet egy ezüst színű korona díszít, három torony formájú ága a település városi rangját jelzi. A pajzs alsó része világoskék színű, hullámokat mintáz, felette zöld dombon, ezüst színű, egy tornyos erőd látható, kék háttérben. A zöld dombon végigfut egy arany színű várfal. A domb a város földrajzi fekvésére, a Dobrudzsai fennsíkra utal. A hullámok a Dunát szimbolizálják és a település kikötői mivoltát mutatja. A vár valamint a várfal pedig a történelem viharain át betöltött katonai, stratégiai jelentőségére utal.

## Látnivalók
- Noviodunum - a várostól két kilométerre, északkeletre, a Pontonul Vechi nevű területen található római kori település, Dobrudzsa egyik legrégebbi erődje. Nagyrészt még nem tárták fel.
- Török dzsámi - a város központjában álló épületet a 16. században építették.
- A város hősi áldozatainak emlékműve

## Külső hivatkozások
- A város honlapja
- info-delta.ro[halott link]
- 2002-es népszámlálási adatok
- Tulcea megye várai és emlékművei[halott link]
- Dobrudzsa településeinek török nevei